# Giorgio Poi
Giorgio Poi (Novara, Piamonte; 12 de abril de 1982) es un cantante, compositor y productor italiano

## Biografía
Nace en Novara, en el norte de Italia, Giorgio pasó parte de su niñez y adolescencia en Lucca y Roma. A los veinte años se muda a Londres donde se gradúa en jazz guitarra en la Escuela de Música y Drama Guildhall.
En 2012 lanza su primer álbum con su banda Vadoinmessica titulado Archaeology of the Future,  el cual les permite hacer gira por países de Europa y Estados Unidos.

## Discografía

### Álbumes de estudio
- Fa Niente (2017)
- Smog (2019)
- Gommapiuma (2021)